# The Boozehounds
The Boozehounds sind eine deutsche Psychobilly-Band aus Köln.

## Geschichte
Die Band wurde im Zusammenhang mit der Aufnahme des Liedes Victim of My Savage Heart im Winter 2000/2001 von Puck Lensing, Tommo Stürtz und Stevo Mikus gegründet.
Es folgten viele nationale und internationale (Spanien, Finnland, Frankreich, Schweiz, Benelux) Konzerte. Die Band ließ sich zwei Jahre Zeit und veröffentlichte dann 2003 ihr Debütalbum Evil Deluxe über Crazy Love Records. 2004 erschien das zweite Album Tales of Blood. Nach dem dritten Album Bottle Up and Go (2006) löste sich die Band auf. Seit 2010 existiert die Band wieder und spielt sporadisch live.
Mitglieder der Boozehounds wirkten neben und/oder nach den Boozehounds unter anderem mit bei Lunatics, Tripods, Sewer Rats, Frantic Flintstones, Killer Racoon Fish, Be a Genius, The Make, Offenders, Pie-O-My, AC & The Shakes.
Einige Texte auf den Alben Evil Deluxe (2002) und Tales of Blood (2004) stammen von dem Horror- und Phantastikautor Michael Schreckenberg.

## Stil
Boozehounds spielen Psychobilly der alten Schule, im Stile von Bands wie Nekromantix und Batmobile. Weitere musikalische Einflüsse sind im Horror-Rock und im Country zu suchen. Die Musik ist wesentlich textlastiger als bei anderen Bands dieses Genres.

## Diskografie

### Alben
- 2002: Evil Deluxe (CD, Crazy Love Records)
- 2004: Tales of Blood (CD, Crazy Love Records)
- 2006: Bottle Up and Go (CD, Red 5 Records)

### EPs
- 2001: Victim of My Savage Heart (Split 7", Dynamite)
- 2005: Here We Go (7", Red 5 Records)

### Beiträge zu Kompilationen (Auswahl)
- 2002: Crazy Love Vol. 3 (Crazy Love Records)
- 2004: Crazy Love Vol. 5 (Crazy Love Records)
- 2006: Go Cat Go; A Tribute to the Stray Cats (Baseline, nur Japan)
- 2006: No Boom Boom Music (Dissect Records)
- 2007: Welcome to Circus Punk-A-Billy (Wolverine)
- 2007: Muh to the Muh; A Tribut to the Frantic Flintstones (Red 5 Records)

### DVDs
- Live in Calella
- Live in the Metrepool
- The Story of Psychobillies (Gastauftritt)